# Rammelbecke
Die Rammelbecke ist ein 5,16 Kilometer langes Fließgewässer im Landkreis Grafschaft Bentheim.

## Beschreibung
Der naturnahe Bach entspringt im Bentheimer Wald. Er mäandriert auf 5,16 Kilometern durch Eichen-/Rotbuchenwald (Hute- und Schneitelwald), bevor er bei Lattrop in die Dinkel mündet. Auf einigen Strecken wird die Rammelbecke zum Grenzgewässer und stellt den genauen Grenzverlauf zwischen Deutschland und den Niederlanden sowie den Gemeinden Nordhorn (D) und Denekamp (NL) dar.
Die Rammelbecke enthält eine Makrozoobenthosbesiedlung mit seltenen Eintagsfliegen- und Köcherfliegenlarven wie Haproleptophlebia lauta bez. H.lauta/fusca (RL-Ni F 1), Siphlonurus armatus (RL-Ni F 2) und Ironoquia dubius (RL Ni F 3).

## Der Bogen / De Boog
Beim Grenzübergang Frensdorfer Haar zwischen dem niederländischen Noord Deurningen und dem deutschen Frensdorferhaar (Ortsteil von Nordhorn) wurde die nach dem Entwurf des verstorbenen Architekten und Künstlers Johann Vrielmann aus Itterbeck geschaffene Skulptur Der Bogen / De Boog installiert, die das Zusammenwachsen der Nationen und Regionen symbolisieren soll, das Grenzen mehr und mehr bedeutungslos werden lässt.